# جيني بايلي
جيني بايلي (بالإنجليزية: Jenny Bailey)‏ هي سياسية بريطانية من حزب الليبراليون الديمقراطيون كانت الزعيمة المدنية لمجلس مدينة كامبريدج في كامبريدج بإنجلترا. عملت بايلي لفترة رئاسة البلدية من عام 2007 إلى عام 2008. أصبحت بايلي عضوًا في مجلس المدينة في عام 2002، عندما تم انتخابها لتمثيل ضاحية إيست تشيسترتون داخل كامبريدج. وعملت في المجلس بشكل مستمر من عام 2002 إلى عام 2007، وترقت في الرتب حتى تم اختيارها لتصبح رئيسة البلدية في عام 2007. وعملت كنائبة لرئيس البلدية في عام 2006 قبل تعيينها كرئيسة للبلدية.
وكانت أول رئيسة بلدية متحول جنسيًا في المملكة المتحدة، ولكنها لم تكن الأولى في العالم حيث أصبحت جورجينا باير - وهي أنثى متحولة جنسيًا - رئيسة بلدية كارترتون بنيوزيلندا في عام 1995. كانت بايلي حريصة على التقليل من شأن أهمية تعيينها بقولها «لا أريد أن أجعل ذلك فقط يحددني». خضعت بايلي لجراحة إعادة تحديد الجنس 11 عامًا قبل توليها منصبًا في المجلس.
تزوجت بايلي قبل عبورها الجندري وأصبحت أما لولدين. دخلت بايلي وشريكتها جينيفر ليدل في شراكة مدنية في 22 سبتمبر 2011. كما أن ليدل عضو مجلس سابق أيضًا امرأة متحولة جنسيا.

## الحياة الشخصية
ولدت بايلي في سجن دونكاستر، حيث عمل والدها ضابط سجن، ونشأت في معسكر سجن دونكاستر. وقالت إن ارتباكها الخاص حول هويتها الجندرية نشأ منذ سن 6 أو 7 سنوات. وتلقت رعاية تجارية في العشرين من عمرها من شركة باي تيليكوم المحلية للمشاركة في دورة تدريبية مدتها ثلاث سنوات. وشمل ذلك مواضع في لانشستر بوليتكنيك وكليات في كوفنتري والتدريب الصناعي في كامبريدج. عملت بايلي في عدة وظائف كمهندسة اتصالات قبل الانخراط في السياسة.
كان عليها في العشرينات من عمرها أن تكبح ارتباكها بشأن هويتها الجندرية لأنها تزوجت من امرأة متوافقة الجندر وأصبحت أما لولدين. كان مصير هذا الزواج طلاقا وديًا بعد فترة وجيزة، وحافظت بايلي على علاقة مع زوجتها السابقة، التي قالت عند سماعها أن بايلي ستؤدي اليمين كرئيسة للبلدية بأنها «فخورة للغاية». وبدأت العلاج بالهرمونات البديلة في عام 1990 وعمرها 29 عامًا. وهناك قابلت شريكتها الحالية جينيفر ليدل التي عملت أيضًا كمهندسة برمجيات وكانت تخضع أيضًا لللتأنيث بالهلاج الهرموني. أجرت بايلي جراحة إعادة تحديد الجنس في عام 1993.
تتبع بايلي الديانة البوذية وهي نباتية وفقًا لهذه المعتقدات. ودخلت بايلي وليدل في 22 سبتمبر 2011 في شراكة مدنية في قاعة شاير هول بكامبريدج.

## النشاط السياسي
اتخذت بايلي قرارًا بدخول السياسة في أوائل العقد الأول من القرن الحادي والعشرين وقالت لاحقًا إن طموحها في المساهمة في الحياة المحلية كان أكبر حافز وراء هذا الاختيار الوظيفي. أصبحت مستشارة عن حزب الليبراليون الديمقراطيون في عام 2002 بعد انتخابها لتمثيل ويست تشيسترتون. اهتمت بايلي منذ فترة طويلة بالقضايا البيئية وجعلتها سمة من سمات فترة عملها في المنصب؛ كتشجيع ركوب الدراجات وإدارة المخلفات وإعادة التدوير والدعوة لاستخدام وسائل النقل العام؛ فضلا عن تنفيذ عدة مخططات لمساعدة السكان المحليين في هذه الأنشطة. كما عملت كمديرة مدرسة كلية المجتمع تشيسترتون لفترة قصيرة.
تم تعيينها في عام 2004 كمستشارة تنفيذية للتخطيط والنقل وقادت بنجاح في هذا المنصب دور إنفاذ القانون الجديد لمواقف السيارات في المجلس. كما أعيد انتخابها عضوًا في مجلس شرق تشيسترتون وفازت بنسبة 40.7% من الأصوات بهامش 2.4% على شريكتها ليدل. تمت ترقيتها إلى نائبة رئيس البلدية في عام 2006 لتعمل كمحضر احتفالي لمنصب رئيسة البلدية في مناسبات احتفالية مدنية مختارة.
تم تعيين بايلي رئيسة بلدية للسنة البلدية 2007-2008 في الاجتماع السنوي لمجلس مدينة كامبريدج في 24 مايو 2007، وأصبحت بذلك رئيسة البلدية رقم 801 في تاريخ كامبريدج. واستلزمت وظيفتها كرئيسة بلدية حضور ما يقرب من 500 مشاركة اجتماعية. اختارت بايلي جمعيتين خيريتين وهما «بريس ريليف» ومتحف كامبريدج للتكنولوجيا، لتكونا المستفيدين الرئيسيين من جمع التبرعات الذي تم طوال فترة ولايتها. كما تعهدت بايلي بالاعتراف بأبطال المدينة المجهولين.
خلفها نائب رئيس البلدية مايك ديكسون عام 2008.
على الرغم من كون هويتها الجندرية معروفة بين أعضاء المجالس لعدة سنوات، فقد حظي تعيين بايلي بتغطية إعلامية كبيرة مع تغطية قناة فوكس نيوز للقصة في الولايات المتحدة الأمريكية. ولكن قالت بايلي إنها لا تريد أن تتغلب هذه القضية على كونها رئيسة بلدية.